# 中華民國—委內瑞拉關係
中華民國與委內瑞拉玻利瓦共和國於1941—1974年有官方外交關係，斷交後，中華民國在首都卡拉卡斯設立具大使館功能的代表機構，但於2007年被迫關閉。且自2000年查維茲政權建立後，便多次於公開場合聲明委內瑞拉拒絕承認中華民國的合法性。目前對委內瑞拉的有關事務由駐哥倫比亞台北商務辦事處兼轄。

## 政治

### 外交

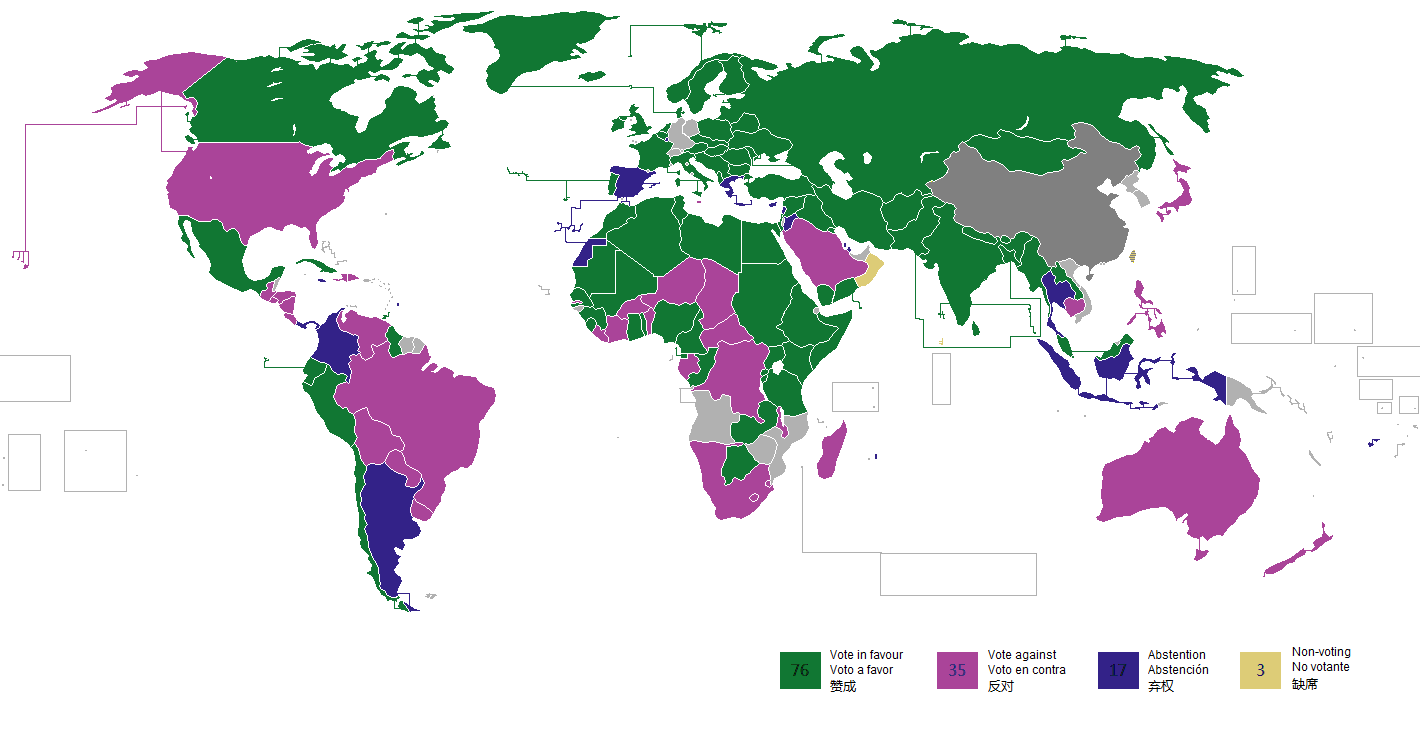
紫色國家表示在1971年的投票中支持中華民國續留聯合國，即《聯合國大會2758號決議》，其中包括委內瑞拉。

1936年，委内瑞拉於上海设立总领事馆，後于1937年关闭。
1941年4月9日，中華民國開始派駐委內瑞拉公使（由駐古巴公使兼任，後改為專使）。
1944年8月4日，於委內瑞拉首都卡拉卡斯設立中華民國駐委內瑞拉共和國公使館；1947年，於中華民國首都南京設立委內瑞拉共和國駐中華民國公使館。兩國並互派公使。
1949年，中華民國政府遷台後，委內瑞拉駐華公使館也搬遷至臺北。
1966年7月1日，兩國公使館同時升格為大使館。2月，委內瑞拉先行派駐大使，10月，中華民國亦派駐大使。
1974年6月28日，委內瑞拉與中華人民共和國建交，29日，中華民國與委內瑞拉斷交。8月1日，大使館關閉，兩國關係降至非官方的代表機構層級。同年8月，於首都卡拉卡斯設立具大使館功能的駐委內瑞拉台灣商務辦事處。1992年6月22日，更名為駐委內瑞拉台北經濟文化辦事處。
1988年1月15日，簽署《中華民國與委內瑞拉（共和國）間國際快捷郵件服務協定》。
1991年4月22日，委內瑞拉前總統艾雷拉夫婦抵台訪問。
1998年1月，委內瑞拉眾議院外交委員會主席帕德隆（Paciano Padrón）夫婦訪臺。
1999年，委內瑞拉共和國更改國名為委內瑞拉玻利瓦共和國。
2002年，委內瑞拉全國代表大會外交委員會主席孟多亞等人訪臺。
2006年，委內瑞拉中央大學校長巴瑞斯（Antonio París Pantalon）訪臺。
2019年1月，委內瑞拉發生總統爭位危機，中華民國外交部表態支持美國國務院提出自由陣營的立場並願意提供人道援助。2月14日，中華民國駐美國代表高碩泰做為唯一受邀的亞洲代表，出席在美國華盛頓舉行的「委內瑞拉人道危機全球會議（Global Conference on the Humanitarian Crisis in Venezuela）」時，代表中華民國政府提供價值50萬美元的人道援助予委內瑞拉。對此，委內瑞拉全國代表大會副議長楊內茲（Jesús M. Yánez）在Twitter發文感謝臺灣政府的捐款。
2020年5月，委內瑞拉與其他9個美洲國家共71名「福爾摩沙俱樂部」（Formosa Club）的友台國會議員以「一人一信」方式，致函世界卫生组织（WHO）幹事長谭德塞，呼籲WHO正視中華民國（臺灣）參與世界衛生體系的必要性與急迫性。

### 查維茲政權與中華民國之關係

#### 駐在人員簽證拒發事件
2007年3月27日，委內瑞拉於政府公報中，無預警取消持中華民國護照的中華民國國民至該國的90天免簽證待遇。6月，委內瑞拉外交部拒絕簽發延續時效簽證予5位駐在於卡拉卡斯的臺北經濟文化代表處人員，爾後中華民國外交部與委內瑞拉外交部談判破裂，因此中華民國於卡拉卡斯設置的臺北經濟文化代表處也因此撤出。目前對委內瑞拉的有關事務由駐哥倫比亞台北商務辦事處兼轄。

#### 委國油氣田國有化政策
2007年，查維茲宣佈於本國境內所有之油氣田、鑽探平臺國有化，此政策包含外商石油公司於委國的私人油氣田。而中華民國國營事業的台灣中油公司（中油）於該國境內的兩座油氣田也遭到委內瑞拉政府沒收國有。而中油公司發言人陳寶朗表示，會持續與委內瑞拉有關單位進行談判以維護自身權利，倘若談判破裂不排除會進行國際訴訟。

## 經濟

### 貿易
| 年分 | 貿易總額   | 貿易總額 | 貿易總額 | 出口至委內瑞拉 | 出口至委內瑞拉 | 出口至委內瑞拉 | 自委內瑞拉進口 | 自委內瑞拉進口 | 自委內瑞拉進口 | 順逆差  |
| 年分 | 金額       | 年增減   | 排名     | 金額           | 年增減         | 排名           | 金額           | 年增減         | 排名           | 順逆差  |
| ---- | ---------- | -------- | -------- | -------------- | -------------- | -------------- | -------------- | -------------- | -------------- | ------- |
| 2017 | 25,471,636 | ▲6.6%    | 122      | 10,935,889     | ▼42.9%         | 119            | 14,535,747     | ▲206.2%        | 108            | 逆差 -- |
| 2018 | 16,518,333 | ▼35.2%   | 134      | 7,001,571      | ▼36.0%         | 131            | 9,516,762      | ▼34.5%         | 112            | 逆差▼   |
| 2019 | 21,654,188 | ▲31.1%   | 127      | 9,625,984      | ▲37.5%         | 129            | 12,028,204     | ▲26.4%         | 105            | 逆差▼   |
| 2020 | 28,886,582 | ▲33.4%   | 113      | 12,262,586     | ▲27.4%         | 116            | 16,623,996     | ▲38.2%         | 100            | 逆差▲   |
| 2021 | 68,284,741 | ▲136.4%  | 102      | 15,940,572     | ▲30.0%         | 112            | 52,344,169     | ▲214.9%        | 89             | 逆差▲   |
| 2022 | 36,893,906 | ▼46.0%   | 116      | 19,880,705     | ▲24.7%         | 113            | 17,013,201     | ▼67.5%         | 104            | 順差 -- |
| 2023 | 26,396,804 | ▼28.5%   | 119      | 15,005,766     | ▼24.5%         | 116            | 11,391,038     | ▼33.0%         | 107            | 順差▲   |
| 2024 | 24,584,128 | ▼6.9%    | 121      | 14,239,294     | ▼5.1%          | 116            | 10,344,834     | ▼9.2%          | 111            | 順差▲   |

2023年的兩國貿易項目如下：
出口至委內瑞拉的前10大項目為：空氣泵或真空泵、空氣或其他氣體压缩机與风扇；合成纖維棉梭织物；機動車輛所用之零件與附件；苯乙烯之聚合物；丙烯或其他烯烃之聚合物；新橡膠氣胎；自行車或機動車輛用之電氣照明或信號設備、擋風板刮刷器、去霜或去霧器；密合墊、金屬片與其他材料或兩層或多層金屬片合成之類似接合墊，以及機械軸封；发动机用零件；調製膠與其他調製粘著劑等。
自委內瑞拉進口的前10大項目為：未經塑性加工铝；鋁廢料與碎屑；去莢之乾豆類蔬菜；鐵屬廢料、重熔用廢鋼鐵鑄錠；石油焦、石油瀝青與其他石油殘渣；冷凍魚；镍廢料與碎屑；未變性之乙醇以及烈酒、利口酒與其他含酒精成分之飲料；其他活動物；電話機（包括智能手机），以及其他傳輸或接收聲音、圖像之有線或无线网络通訊器具等。

### 投資
根據委內瑞拉臺灣商會資料，臺商在委內瑞拉的投資家數約50家，累計投資金額約3,500萬美元，委內瑞拉經濟繁榮時，投資較目前為多，但自該國社會動盪後，許多臺商或撤資轉往他國，或歇業改持觀望狀態，另有許多臺商家庭散居委內瑞拉各處，多未與臺灣商會聯繫，實際投資亦應較多；根據中華民國經濟部投資審議司統計，截至2023年，委內瑞拉在臺累計投資金額為71萬美元。
臺商主要分布於首都卡拉卡斯與鄰近地區，以及卡拉波波州、拉腊州、阿拉瓜州、與哥伦比亚交界的塔奇拉州等地。經營產業主要有：蘭花栽植、食品加工、化妝品製造、機械經銷、汽車零配件經銷、紡織、塑料加工、農產品產銷、麵包西點、冰沙茶飲、钻石與黃金買賣、房地产、汽車維修廠、醫療服務（针灸與整脊）、素食餐廳、中文口譯等。

### 交流
2004年3月，中華民國經濟部政務次長陳瑞隆率領「2004年拉丁美洲貿易訪問團」訪問墨西哥、委內瑞拉、哥倫比亞、阿根廷、秘魯。
自從駐委內瑞拉臺北經濟文化辦事處於2007年關閉後，即未推動任何官方或民間經貿合作活動。

## 僑民
在委內瑞拉的僑民約20萬人，絕大多數來自廣東，集中於首都卡拉卡斯、第2大城馬拉開波、瓦倫西亞（華戀社）等地，以經營超市、進出口、雜貨舖、餐館及建築業為主。至2007年，有400多位中華民國國民定居於委內瑞拉，其主要從事貿易活動及輕工業製造產業經營。而有100多位委內瑞拉公民定居於臺灣，其主要為機師、棒球選手以及留學生。
1994年，成立「旅委台灣同鄉會」，後更名為「旅委台灣商會」。2002年4月，以旅委台灣商會為骨幹，結合傳統僑社共同成立「全僑民主和平聯盟委內瑞拉支盟」。

## 簽證

持中華民國護照的中華民國國民簽證要求分布圖：入境委內瑞拉需要簽證。

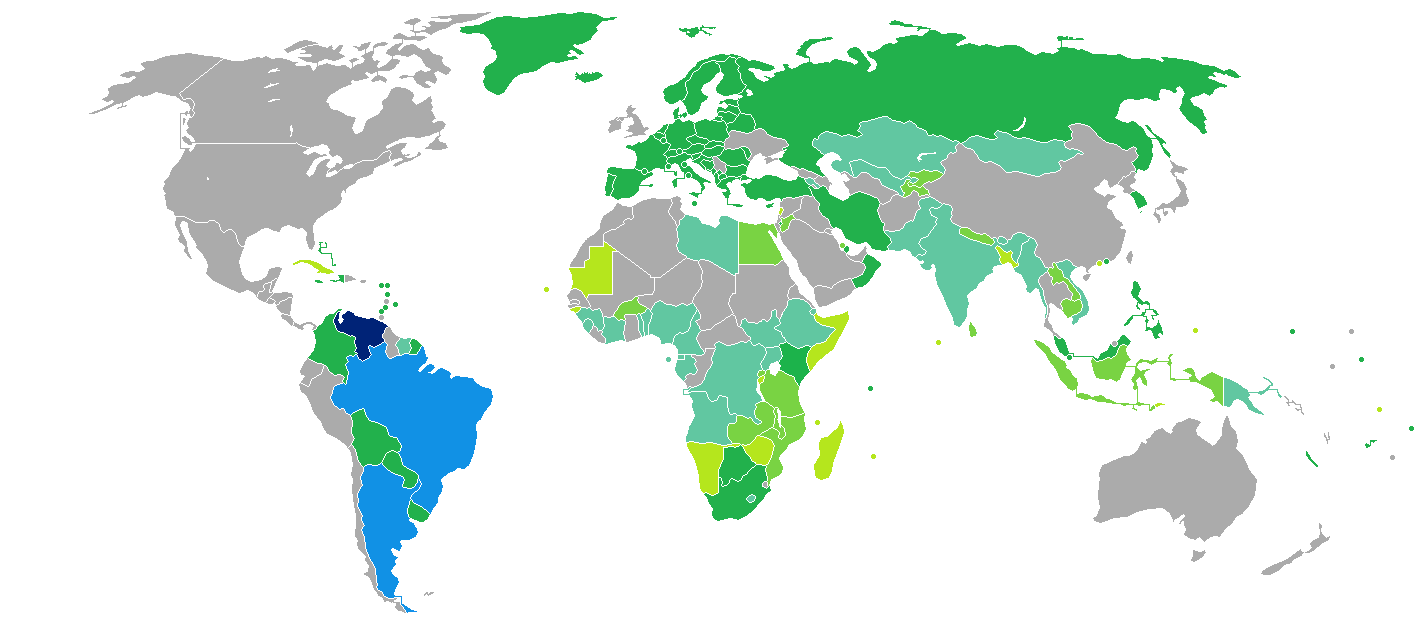
持委內瑞拉護照的委內瑞拉人口簽證要求分布圖：入境中華民國需要簽證。

兩國國民皆須申請簽證方可入境對方國家。委內瑞拉政府極為親中，對中華民國不友善，基本上不核發持有中華民國護照的中華民國國民商務或觀光簽證，中華民國外交部也以委內瑞拉治安不佳為由，建議非必要不前往。
持有委內瑞拉護照的委內瑞拉國民抵台參加由中央政府機關主辦、協辦或贊助之國際會議、運動賽事、商展或其他活動，可以電子簽證入境中華民國，停留最多30天並不得延期。

## 交通

### 航空

#### 客運
兩國無直航班機，可經由（截至2023年7月4日）：
- 臺北→伊斯坦堡，再轉機前往委內瑞拉的西蒙·玻利瓦國際機場。[30]

## 外部連結
- 中華民國外交部－委內瑞拉玻利瓦共和國簡介 （页面存档备份，存于）
- 駐哥倫比亞台北商務辦事處
- 外交部領事事務局－國外旅遊警示分級表
- 中華民國衛生福利部－國際旅遊疫情建議等級
- 中華民國國際經濟合作協會 （页面存档备份，存于）